# Influència total

En electromagnetisme, es diu que dues superfícies conductores es troben en situació d'influència total quan totes les línies del camp elèctric que parteixen d'una finalitzen a l'altra. Quan es dona aquesta situació, es diu que les superfícies formen un condensador. És el cas, per exemple, d'un conductor contingut a una cavitat d'un altre conductor. La superfície del conductor interior i la paret de la cavitat es troben en influència total.
Quan dues superfícies conductores "1" i "2" es troben en influència total, la càrrega elèctrica emmagatzemada en una d'elles és igual a l'emmagatzemada a l'altra, amb signe oposat.
{\displaystyle Q_{1}=-Q_{2}\,}
tot i que les superfícies poden tenir àrees o densitat de càrrega molt diferents. Per demostrar-ho, n'hi ha prou amb considerar el tub de camp elèctric que connecta les dues superfícies. Aplicant la llei de Gauss a la superfície tancada, formada pel tub ({\displaystyle S_{L}}) i dues superfícies molt properes als conductors ({\displaystyle S_{1}} i {\displaystyle S_{2}}).
Com que no conté càrrega
{\displaystyle 0=Q_{\mathrm {int} }=\varepsilon _{0}\oint \mathbf {E} \cdot \mathrm {d} \mathbf {S} =\varepsilon _{0}\int _{S_{1}}\mathbf {E} \cdot \mathrm {d} \mathbf {S} +\varepsilon _{0}\int _{S_{L}}\mathbf {E} \cdot \mathrm {d} \mathbf {S} +\varepsilon _{0}\int _{S_{1}}\mathbf {E} \cdot \mathrm {d} \mathbf {S} }
Sobre el tub, el flux és nul, ja que {\displaystyle \mathrm {d} \mathbf {S} } és perpendicular a {\displaystyle \mathbf {E} }. Sobre les bases, el camp és proporcional a la densitat superficial de càrrega, de manera que 
{\displaystyle \mathbf {E} ={\frac {\sigma _{s}}{\varepsilon _{0}}}\mathbf {n} }
{\displaystyle 0=\int _{S_{1}}\sigma _{s1}\mathrm {d} S+0+\int _{S_{1}}\sigma _{s2}\mathrm {d} S=Q_{1}+Q_{2}}
D'aquí es dedueix que, independentment de la seva forma o la distància entre les plaques, la càrrega en una de les plaques d'un condensador és igual a la càrrega emmagatzemada a l'altra, canviada de signe.